# 447 a.C.
Il 447 a.C. (CDXLVII a.C. in numeri romani) è un anno  del V secolo a.C.

## Eventi
- Atene: inizia la costruzione del Partenone.
- Battaglia di Coronea gli Ateniesi cacciati dalla Beozia
- Roma: 
  - consoli Gaio Giulio Iullo I e Marco Geganio Macerino

## Morti
- Clinia, politico e militare ateniese
- Tolmide, militare ateniese